# 키무라 스바루
키무라 스바루(일본어: 木村 昴 きむら すばる[*], 1990년 6월 29일 ~)는 일본의 남자 성우, 배우, 탤런트, 모델, 가수이다. 아토믹 몽키 소속. 독일 라이프치히 출신. 본명은 스바루 사무엘 바르치(Subaru Samuel Bartsch)이다.

## 주요 출연작

### 애니메이션

#### TVA
- 2005년
  - 도라에몽 - 만퉁퉁 (2005년~)

- 2011년
  - 돌아가는 펭귄드럼 - 타카쿠라 칸바, 펭귄 1호

- 2012년
  - CØDE:BREAKER - 헤이케 마사오미
  - 에어리어의 기사 - 토오노 미키야
  - 쿠로코의 농구 - 파파 움바이 시키

- 2013년
  - 건담 빌드 파이터즈 - 알란 아담스, 배틀 시스템 음성
  - 내가 인기 없는 건 아무리 생각해도 너희들 탓이야! - 애니메이션의 학생
  - 듀얼마스터즈 빅토리 V3 - 캐롤 외
  - 은하로 킥오프!! - 기자
  - 포켓몬스터 베스트위시 시즌2 데코로라 어드벤처 - 유키야

- 2014년
  - PSYCHO-PASS 2 - 오기노
  - 건담 빌드 파이터즈 트라이 - 오카모토 유키오, 알란 아담스, 배틀 시스템 음성
  - 극흑의 브룬힐데 - 남성
  - 대괴수 러쉬 울트라 프론티어 - 데즈레 성운인 다이로
  - 마법과 고교의 열등생 - 공작원
  - 베이비 스텝 - 행인
  - 블랙 불릿 - 야스와기 타쿠토
  - 소년탐정 김전일 R - 쿠지라기 다이스케
  - 팩 월드 - 스키보
  - 핑퐁 THE ANIMATION - 사쿠마 마나부 / 아쿠마
  - 하마토라 - 이웃집 사람, 사쿠라바

- 2015년
  - 괴도 조커 - 사악한 여우 A
  - 다이아몬드 에이스 - 오가와 츠네마츠
  - 댄스 위드 데빌즈 - 나나시로 메이지[2]
  - 암살교실 - 테라사카 료마

- 2016년
  - 3월의 라이온 - 마츠모토 잇사
  - 91Days - 스트레거
  - 그림자 악어 -KAGEWANI- - 혼마 죠지
  - 기동전사 건담 철혈의 오펀스 - 데인 우하이
  - 돈가스 DJ 아게타로 - DJ IKENOSUKE
  - 드림페스! - 시스템 보이스, 대운동회 MC, 히로시
  - 부부키 부란키 - 아라바시리 소야
  - 석고 보이즈 - 미타지마 지로, 디오니소스, 토모리 외
  - 장신소녀 마토이 - 지휘관
  - 하이큐!! - 텐도 사토리

- 2017년
  - ROBOMASTERS THE ANIMATED SERIES - 리
  - 노부나가의 시노비 - 마가라 나오타카
  - 유희왕 VRAINS - 쿠사나기 쇼이치[3]
  - 장국의 알타이르 - 쿠르트 쿠르트 파샤
  - 프리프리 치이짱!! - CHITEKO

- 2018년
  - 바이올렛 에버가든 - 스펜서 몰바라
  - 보루토: 나루토 넥스트 제너레이션즈 - 쿠우
  - 여우의 목소리 - 쟝야오
  - 이나즈마 일레븐 아레스의 천칭, 이나즈마 일레븐 오리온의 각인 - 아마노 마사미치
  - 조이드 와일드 - 교자
  - 죠죠의 기묘한 모험: 황금의 바람 - 페시
  - 좀비랜드 사가 - 랩퍼 A
  - 클래시컬로이드 - 마이하라
  - 해골 서점직원 혼다 씨 - 브라질 군, S사 편집장
  - 히노마루 스모 - 카나모리 츠요시

- 2019년
  - ACTORS -Songs Connection- - 마루메 치구마
  - BEASTARS - 후리
  - B 래퍼즈 스트리트 - 요헤이
  - 가부키초 셜록 - 마사야
  - 로비하치 - 알로
  - 바쿠간 배틀 플래닛 - 마르코 체사네로
  - 스타☆트윙클 프리큐어 - 드럼스
  - 우리는 공부를 못해 - 외국인
  - 유레카! 발명왕 키트 - DJ 믹크
  - 창단! 짐승의 길 - 빅 사이고
  - 캐롤 & 튜즈데이 - 에제키엘
  - 트라이 나이츠 - 하자마 겐
  - 한밤의 오컬트 공무원 - 키오콘겐

- 2020년
  - 도로헤도로 - 아이카와
  - 아쿠다마 드라이브 - 양아치
  - 이케부쿠로 웨스트 게이트 파크 - 이케우치 히로토
  - 주술회전 - 토도 아오이
  - 하이큐!! TO THE TOP - 텐도 사토리
  - 히프노시스 마이크 -Division Rap Battle- - 야마다 이치로

- 2021년
  - 2.43 세인고교 남자 배구부 - 오쿠마 유스케
  - BEASTARS 세컨드 시즌 - 후리
  - 멋진 이 세계 The Animation - 비토
  - 원피스 - 어린 버기
  - RE-MAIN - 죠지마 죠
  - 아이돌리쉬 세븐 Third BEAT! - 이누마루 토우마
  - 도쿄 리벤저스 - 하야시다 하루키
  - 드래곤 퀘스트 다이의 대모험 - 가루단디

- 2022년
  - 헤이케모노가타리 - 미정

#### OVA/Web
- 2013년
  - 물가의 무로미 씨 OVA - 스도

- 2014년
  - 누나 로그 - 후쿠야마 요헤이

- 2017년
  - 건담 빌드 파이터즈 GM의 역습 - 시스템 음성
  - 건담 빌드 파이터즈 배틀로그 - 알란 아담스, 시스템 음성

- 2018년
  - 데블즈라인 - 쿠라사와
  - 데빌맨 크라이베이비 - 가비

- 2020년
  - 바쿠간 아머드 얼라이언스 - 마르코 체사네로

#### 극장 애니메이션
- 2006년도부터 개봉된 도라에몽 극장판 시리즈 - 쟈이안

- 2015년
  - 극장판 PSYCHO-PASS - 샘

- 2017년
  - 댄스 위드 데빌즈 - 나나시로 메이지
  - 하이큐!! 콘셉트의 싸움 - 텐도 사토리

- 2021년
  - 100일 동안 산 악어 - 두더지
  - 극장판 주술회전 0

- 2022년
  - 더 퍼스트 슬램덩크

- 2025년
  - 극장판 도라에몽: 진구의 그림이야기 - 쟈이안

### 게임
- Disney Twisted Wonderland - 샘
- HELIOS RISING HEROES - 애쉬 올브라이트
- 그랑블루 판타지 - J.J
- 노을빛 세계에서 너와 노래를… - 후지와라노 후히토
- 더 킹 오브 파이터즈 for GIRLS - 료 사카자키
- 마법사와 검은 고양이 위즈 - 펠릭스 셰파
- 멋진 이 세계 - 비토 다이스케노죠
- 메이드 인 와리오 고져스 - 에이틴볼트
- 붕괴3rd - 라이덴 료마
- 소울 칼리버 6 - 황성경
- 아이돌리쉬 세븐 - 이누마루 토우마
- 진 여신전생 STRANGE JOURNEY - 제우스
- 킹덤 하츠 시리즈 - 어셋
- 파이어 엠블렘 풍화설월 - 발타자르 폰 아달브레히트
- 히프노시스 마이크 -Alternative Rap Battle- - 야마다 이치로

### 특촬
- 슈퍼전대 시리즈
  - 동물전대 쥬오우쟈 - 볼링겐
  - 우주전대 큐레인저 - 내레이션[4], 세이자 블래스터 및 큐렌쟈의 아이템 및 메카닉 시스템 보이스 담당
  - 마진전대 키라메이저 - 폭탄 사면
- 가면라이더 리바이스 - 바이스 / 가면라이더 바이스

### CD
드라마 CD 
- 히프노시스 마이크 - 야마다 이치로

### 외화
- 로켓맨 - 엘튼 존(태런 에저턴)
- 블랙 팬서 - 음바쿠(윈스턴 듀크)
- 소울 - 폴(다비드 디그스)
- 킹스맨 시리즈 - 게리 에그시 언윈(태런 에저턴)
- 톰과 제리 - 테네스(마이클 페냐)
- 스네이크 아이즈: 지.아이.조 - 스네이크 아이즈(헨리 골딩)
- 수퍼 소닉 3 -  너클즈 디 에키드나(이드리스 엘바)